# Сильверхольт, Тейлор
Тейлор Феникс Сильверхольт (швед. Taylor Phoenix Silverholt; род. 4 апреля 2001, Хальмстад) — шведский футболист, нападающий клуба «Мьельбю».

## Клубная карьера
Футболом начинал заниматься в клубе «Астрио». В начале 2017 года перешёл в «Хальмстад», где выступал за различные юношеские команды. В апреле 2018 года перешёл в «Мьельбю», подписав с клубом профессиональный контракт, рассчитанный на три года. В его составе впервые сыграл 2 июня в матче очередного тура шведского первого дивизиона с «Оддевольдом». Тейлор на 79-й минуте появился на поле, а уже через семь минут забил мяч, поучаствовав тем самым в разгромной победе своей команды со счётом 6:0. По итогам сезона «Мьельбю» занял первую строчку в турнирной таблице и заслужил повышение в классе. В следующем году Сильверхольт принял участие в 13 играх Суперэттана и забил три мяча, а клуб снова занял первую строчку и, спустя 5 лет, вернулся в Аллсвенскан. 18 июня 2020 года нападающий дебютировал в чемпионате Швеции в домашней игре с «Фалькенбергом». В середине второго тайма встречи он вышел на поле вместо Йонатана Тамими. 9 августа Сильверхольст забил первый мяч на высшем уровне и помог своей команде обыграть столичный АИК.

## Карьера в сборной
Выступал за юношеские сборные Швеции различных возрастов. В феврале 2018 года в составе сборной до 17 лет принимал участие в товарищеском турнире в испанской Ла-Манге. На турнире провёл все три игры, и забил один мяч в ворота сборной Словакии. В составе сборной до 19 лет дебютировал 11 октября 2018 года в товарищеском матче с Англией. Сильверхольт появился на поле в середине второго тайма, заменив Юлиана Ларссона.

## Личная жизнь
Старшие братья Симон и Оливер также являются профессиональными футболистами.

## Достижения
Мьельбю
- Победитель Суперэттана: 2019

## Клубная статистика
| Выступление      | Выступление      | Выступление      | Лига | Лига | Кубки | Кубки | Конт. кубки | Конт. кубки | Итого | Итого |
| Клуб             | Лига             | Сезон            | Игры | Голы | Игры  | Голы  | Игры        | Голы        | Игры  | Голы  |
| ---------------- | ---------------- | ---------------- | ---- | ---- | ----- | ----- | ----------- | ----------- | ----- | ----- |
| Мьельбю          | Дивизион 1       | 2018             | 11   | 3    | 0     | 0     | 0           | 0           | 11    | 3     |
| Мьельбю          | Суперэттан       | 2019             | 13   | 3    | 0     | 0     | 0           | 0           | 13    | 3     |
| Мьельбю          | Аллсвенскан      | 2020             | 11   | 1    | 5     | 4     | 0           | 0           | 16    | 5     |
| Мьельбю          | Аллсвенскан      | 2021             | 3    | 0    | 3     | 2     | 0           | 0           | 6     | 2     |
| Мьельбю          | Итого            | Итого            | 38   | 7    | 8     | 6     | 0           | 0           | 46    | 13    |
| Всего за карьеру | Всего за карьеру | Всего за карьеру | 38   | 7    | 8     | 6     | 0           | 0           | 46    | 13    |